# HD 24040 b
HD 24040 b是一顆公轉周期長達3400日的太陽系外行星，位於金牛座。它的軌道半長軸4.68天文單位，軌道為圓形，質量下限是木星的4.04倍，因為目前仍不知道它的軌道傾角，無法得知其真實質量。

## 外部連結
- . Exoplanets.   [2012-07-18]. （原始内容存档于2012-02-19）.